# Manuel José García
Manuel José García (Buenos Aires, 1784 — Buenos Aires, 1848) foi um estadista, diplomata, doutor em direito, primeiro ministro da Fazenda da República Argentina e fundador do hoje denominado Banco de la Provincia de Buenos Aires.